# شهادة التمريض الجراحية الطبية
شهادة التمريض الجراحية الطبية، يجب أن تستوفي الممرضات الطبيات الجراحية متطلبات أهلية معينة إلى جانب اجتياز امتحان الاختيار من متعدد قد يحصلن على شهادة. يستغرق الاختبار ثلاث ساعات ولديه 150 سؤالًا متعدد الخيارات.
يتم تقديم شهادة التمريض الطبي الجراحي (وإعادة التأهل) من قبل منظمتين في الولايات المتحدة:
مجلس شهادة التمريض الطبي الجراحي (MSNCB)، وهو شريك في أكاديمية الممرضات الطبية الجراحية (AMSN)، وهو منظمة قائمة لإنشاء آليات اعتماد لإثبات الكفاءة في التمريض الطبي الجراحي.
تأسست MSNCB من قبل أكاديمية الممرضات الجراحية (AMSN)، وهي منظمة تمريض متخصصة للممرضات الجراحية الطبية. تتعاون MSNCB مع AMSN لتوفير مجموعة من البرامج والخدمات من أجل التطوير المهني. الاعتماد المعتمد هو ممرض قانوني مسجل معتمد(CMSRN.)